# DC komiksový komplet
DC komiksový komplet je série komiksů v pevné vazbě vydávaných se 14denní periodicitou ve spolupráci společností Eagelmoss Collections, DC Comics a BB Art. Každá kniha obsahuje kromě hlavního příběhu také bonusový příběh, který mapuje první výskyty důležitých postav historie DC nebo významné události. Jednotlivé knihy společně tvoří panoramatický obraz od Alexe Rosse.
Původní verze série pochází z Německa, poté následovaly např. v Británii, Brazílii nebo v Polsku. Cena první knihy Batman: Ticho, kniha první je 49 Kč. Cena druhé knihy 149 Kč, od třetí knihy 229 Kč a od čísla 30 je cena 249 Kč.

## Seznam knih
Pořadí a názvy dosud nevydaných knih se mohou měnit.
| Číslo | Český název                                                          | Originální název                                    | Obsah | Původní vydání               | Datum vydání       |
| ----- | -------------------------------------------------------------------- | --------------------------------------------------- | --- | ---------------------------- | ------------------ |
| 1     | Batman: Ticho, kniha první                                           | Batman: Hush Part 1                                 | Batman (Vol. 1) #608-613; první Batmanův příběh z Detective Comics (Vol. 1) #27                                                                      | 2002-2003; 1939              | 4. ledna 2017      |
| 2     | Batman: Ticho, kniha druhá                                           | Batman: Hush Part 2                                 | Batman (Vol. 1) #614-618; Batmanův původ z Detective Comics (Vol. 1) #33                                                                             | 2003; 1939                   | 18. ledna 2017     |
| 3     | Green Lantern: Tajemství původu                                      | Green Lantern: Secret Origin                        | Green Lantern (Vol. 4) #29-35; první příběh Hala Jordana z Showcase #22                                                                              | 2008; 1959                   | 1. února 2017      |
| 4     | Batman a syn                                                         | Batman: Son of Batman                               | Batman (Vol. 1) #655-658, #664-665; Batmanův příběh z Detective Comics (Vol. 1) #411                                                                 | 2006-2007; 1971              | 15. února 2017     |
| 5     | Superman: Utajený počátek                                            | Superman: Secret Origin                             | Superman: Secret Origin #1-6; Superboyův příběh z Superman (Vol. 1) #125                                                                             | 2009-2010; 1958              | 1. března 2017     |
| 6     | Batman: Dlouhý Halloween, kniha první                                | Batman: The Long Halloween Part 1                   | Batman: The Long Halloween #1-6; první vystoupení Riddlera z Detective Comics (Vol. 1) a #140 a první vystoupení Poison Ivy z Batman (Vol. 1) #181   | 1996-1997; 1948 a 1966       | 15. března 2017    |
| 7     | Batman: Dlouhý Halloween, kniha druhá                                | Batman: The Long Halloween Part 2                   | Batman: The Long Halloween #7-13; první vystoupení Two-Face z Detective Comics (Vol. 1) #66                                                          | 1997; 1942                   | 29. března 2017    |
| 8     | Green Arrow: Rok jedna                                               | Green Arrow: Year One                               | Green Arrow: Year One #1-6; první vystoupení Green Arrowa z More Fun Comics #73                                                                      | 2007; 1941                   | 12. dubna 2017     |
| 9     | Superman pro zítřek, kniha první                                     | Superman for Tomorrow Part 1                        | Superman (Vol. 2) #204-209; Supermanův příběh z Action Comics (Vol. 1) #241                                                                          | 2004; 1958                   | 26. dubna 2017     |
| 10    | Superman pro zítřek, kniha druhá                                     | Superman for Tomorrow Part 2                        | Superman (Vol. 2) #210-214; Supermanův příběh z Action Comics (Vol. 1) #283                                                                          | 2004-2005; 1961              | 10. května 2017    |
| 11    | JLA: Babylonská věž                                                  | JLA: Tower of Babel                                 | JLA #43-46, JLA Secret Files #3; Brave and the Bold (Vol. 1) #28                                                                                     | 2000; 1960                   | 24. května 2017    |
| 12    | Superman: Poslední syn Kryptonu                                      | Superman: Last Son of Krypton                       | Action Comics (Vol. 1) #844-846 & #851, Action Comics (Vol. 1) Annual #11, Superman (Vol. 1) Annual #13; úvodní příběh z Superman (Vol. 1) #1        | 2006-2008; 2007 a 1939       | 7. června 2017     |
| 13    | Superman/Batman: Nepřátelé státu                                     | Superman/Batman: Public Enemies                     | Superman/Batman #1-6; první setkání Batmana a Supermana z Superman #76                                                                               | 2003-2004; 1952              | 21. června 2017    |
| 14    | JLA: Rok jedna, kniha první                                          | JLA: Year One Part 1                                | JLA: Year One #1-6; Justice League of America (Vol. 1) #9                                                                                            | 1998; 1962                   | 3. července 2017   |
| 15    | JLA: Rok jedna, kniha druhá                                          | JLA: Year One Part 2                                | JLA: Year One #7-12; první vystoupení Martiana Manhuntera zDetective Comics (Vol. 1) #225                                                            | 1998; 1955                   | 19. července 2017  |
| 16    | Harley Quinn: Preludia a nokurňa                                     | Harley Quinn: Preludes and Knock-Knock Jokes        | Harley Quinn (Vol. 1) #1-7; The Batman Adventures (Vol. 1) #12                                                                                       | 2000-2001; 1993              | 2. srpna 2017      |
| 17    | Superman: Muž z oceli                                                | Superman: Man of Steel                              | Man of Steel #1-6; Supermanův příběh z Action Comics (Vol. 1) #1                                                                                     | 1986; 1938                   | 16. srpna 2017     |
| 18    | Batman: Smrt v rodině                                                | Batman: A Death in the Family                       | Batman (Vol. 1) #426-#429; Batman (Vol. 1) #366 | 1988-1989; 1983              | 30. srpna 2017     |
| 19    | Lex Luthor: Muž z oceli                                              | Lex Luthor: Man of Steel                            | Lex Luthor: Man of Steel #1-5; první vystoupení Lexe Luthora z Action Comics (Vol. 1) #23                                                            | 2005; 1940                   | 13. září 2017      |
| 20    | JLA: Země 2                                                          | JLA: Earth 2                                        | JLA: Earth 2; The Flash (Vol. 1) #123 | 2000; 1961                   | 27. září 2017      |
| 21    | The Brave and the Bold: Vládci štěstí                                | The Brave and the Bold: Lords of Luck               | The Brave and the Bold (Vol. 3) #1-6; The Brave and the Bold (Vol. 1) #50                                                                            | 2007; 1963                   | 11. října 2017     |
| 22    | Superman: Supermanova smrt                                           | Superman: Death of Superman                         | Superman: The Man of Steel #18-19, Justice League of America (Vol. 1) #69, Superman (Vol. 2) #74-75, and Action Comics (Vol. 1) #684                 | 1993                         | 25. října 2017     |
| 23    | Flash: Zrozen k běhu                                                 | Flash: Born to Run                                  | The Flash (Vol. 2) #62-65 a příběhy z Annual #8, Speed Force, The Flash 80-Page Giant #1; The Flash (Vol. 1) 135                                     | 1992, 1995; 1997; 1998; 1963 | 8. listopadu 2017  |
| 24    | Robin: Rok jedna                                                     | Robin: Year One                                     | Robin: Year One 1-4; první příběh s Robinem z Detective Comics (Vol. 1) 38                                                                           | 2000-2001; 1940              | 22. listopadu 2017 |
| 25    | Superman/Batman: Supergirl                                           | Superman/Batman: Supergirl                          | Superman/Batman 8-13; první vystoupení Supergirl z Action Comics (Vol. 1) 252                                                                        | 2004; 1959                   | 6. prosince 2017   |
| 26    | Triumvirát                                                           | Trinity                                             | Batman/Superman/Wonder Woman: Trinity 1-3; příběh s Batmane a Supermanem z World's Finest (Vol. 1) 71                                                | 2003; 1954                   | 20. prosince 2017  |
| 27    | Wonder Woman: Ztracený ráj                                           | Wonder Woman: Paradise Lost                         | Wonder Woman (Vol. 2) 164-170; New Teen Titans (Vol. 1) 38                                                                                           | 2001; 1984                   | 3. ledna 2018      |
| 28    | JLA: Hřebík                                                          | JLA: The Nail                                       | Justice League of America: The Nail 1-3; první vystoupení Jimmyho Olsena z Superman (Vol. 1) 13                                                      | 1998; 1941                   | 17. ledna 2018     |
| 29    | Batman: Zkáza, jež postihla Gotham                                   | Batman: The Doom That Came to Gotham                | Batman: The Doom That Came to Gotham 1-3, příběh "Plynárna" z Batman: Gotham Knights 36; Demon (Vol. 1) 1                                            | 2000-2001, 2003; 1972        | 31. ledna 2018     |
| 30    | Wonder Woman: Kruh                                                   | Wonder Woman: The Circle                            | Wonder Woman (Vol. 3) 14-17; příněhy Wonder Girl z Wonder Woman (Vol. 1) 98 a 105                                                                    | 2008; 1958 a 1959            | 14. února 2018     |
| 31    | Superman: Brainiac                                                   | Superman: Brainiac                                  | Action Comics (Vol. 1) 866-870, materiál z Superman: New Krypton Special; Action Comics (Vol. 1) 242                                                 | 2008; 1958                   | 28. února 2018     |
| 32    | Catwoman: Selinina velká loupež                                      | Catwoman: Selina's Big Score                        | Catwoman: Selina's Big Score, příběhy Sama Bradleyho z Detective Comics (Vol. 1) 759-762; první příběh s Catwoman z Batman (Vol. 1) 1                | 2002, 2001; 1940             | 14. března 2018    |
| 33    | JLA: Spravedlnost, kniha první                                       | Justice Part 1                                      | Justice 1-6; první Aqumanův příběh z More Fun Comics 73                                                                                              | 2005-2006; 1941              | 28. března 2018    |
| 34    | JLA: Spravedlnost, kniha druhá                                       | Justice Part 2                                      | Justice 7-12; první příběh Captaina Marvela z Whiz Comics 2                                                                                          | 2006-2007; 1940              | 11. dubna 2018     |
| 35    | Batgirl: Rok jedna                                                   | Batgirl: Year One                                   | Batgirl: Year One #1-9; první příběh s Batgirl z Batman (Vol. 1) #139                                                                                | 2003; 1961                   | 25. dubna 2018     |
| 36    | Batman: Zrození démona, kniha první                                  | Batman: Birth of the Demon Part 1                   | Batman: Son of the Demon, Batman: Bride of the Demon; Batman (Vol. 1) 232                                                                            | 1987, 1990; 1971             | 9. května 2018     |
| 37    | Batman: Zrození démona, kniha druhá                                  | Batman: Birth of the Demon Part 2                   | Batman: Birth of the Demon; Batman (Vol. 1) 235 | 1992; 1971                   | 23. května 2018    |
| 38    | Mladá spravedlnost: Jejich vlastní liga                              | Young Justice: A League of Their Own                | Young Justice 1-7; The Flash (Vol. 2) 92 | 1998-1999; 1994              | 6. června 2018     |
| 39    | Catwoman: Po stopách Catwoman                                        | Catwoman: Trail of the Catwoman                     | Catwoman (Vol. 3) 1-4, 6-9; příběh s Catwoman z Batman (Vol. 1) 62                                                                                   | 2002; 1950                   | 20. června 2018    |
| 40    | Green Arrow: Prázdný toulec, kniha první                             | Green Arrow: Quiver Part 1                          | Green Arrow (Vol. 3) 1-5; The Brave and the Bold (Vol. 1) 85                                                                                         | 2001; 1969                   | 4. července 2018   |
| 41    | Green Arrow: Prázdný toulec, kniha druhá                             | Green Arrow: Quiver Part 2                          | Green Arrow (Vol. 3) 6-10; příběhy s Black Canary z Flash Comics 86 + 92                                                                             | 2001-2002; 1947, 1948        | 18. července 2018  |
| 42    | Flash: Válka Lotrů                                                   | The Flash: Rogue War                                | The Flash (Vol. 2) 220-225; příběh s Captainem Coldem z Showcase 8                                                                                   | 2005; 1957                   | 1. srpna 2018      |
| 43    | Batman: Podivná zjevení                                              | Batman: Strange Apparitions                         | Detective Comics (Vol. 1) 468, 471-476, 478-479, 481; příběh s Hugem Strangem z Detective Comics (Vol. 1) 36                                         | 1977-1979; 1940              | 15. srpna 2018     |
| 44    | Superman: Odkaz, kniha první                                         | Superman: Birthright Part 1                         | Superman: Birthright 1-6; příběh s Kandorem z Action Comics (Vol. 1) 245                                                                             | 2003-2004; 1958              | 29. srpna 2018     |
| 45    | Superman: Odkaz, kniha druhá                                         | Superman: Birthright Part 2                         | Superman: Birthright 7-12; příběh s Lexem Luthorem z Adventure Comics (Vol. 1) 271                                                                   | 2004; 1960                   | 12. září 2018      |
| 46    | Wonder Woman: Oči Gorgony                                            | Wonder Woman: Eyes of the Gorgon                    | Wonder Woman (Vol. 2) 206-213; Wonder Woman (Vol. 1) 92                                                                                              | 2004-2005; 1957              | 26. září 2018      |
| 47    | Plastic Man: Na útěku                                                | Plastic Man: On the Lam                             | Plastic Man (Vol. 4) 1-6; Plastic Manův příběh z Police Comics 1                                                                                     | 2004; 1941                   | 10. října 2018     |
| 48    | DC: Nová hranice, kniha první                                        | The New Frontier Part 1                             | DC: The New Frontier 1-3; příběh JSA z Adventure Comics (Vol. 1) 466                                                                                 | 2004; 1979                   | 24. října 2018     |
| 49    | DC: Nová hranice, kniha druhá                                        | The New Frontier Part 2                             | DC: The New Frontier 4-6; příběh Adama Strange z Showcase (Vol. 1) 17                                                                                | 2004; 1958                   | 7. listopadu 2018  |
| 50    | Flash: Návrat Barryho Allena                                         | Flash: The Return of Barry Allen                    | The Flash (Vol. 2) 74-79; Superman (Vol. 1) 199 | 1993; 1967                   | 21. listopadu 2018 |
| 51    | Liga spravedlnosti: Další hřebík                                     | Justice League: Another Nail                        | Justice League: Another Nail 1-3; Atomův příběh z Showcase (Vol. 1) 34                                                                               | 2004; 1961                   | 5. prosince 2018   |
| 52    | Wonder Woman: Bohové a smrtelníci                                    | Wonder Woman: Gods and Mortals                      | Wonder Woman (Vol. 2) 1-7; Wonder Woman (Vol. 1) 1                                                                                                   | 1987; 1942                   | 19. prosince 2018  |
| 53    | Batman: Muž, který se směje/Arkham: Pochmurný dům v pochmurném světě | The Man Who Laughs/Arkham Asylum                    | Batman: The Man Who Laughs, Batman: Arkham Asylum – A Serious House on Serious Earth; Batman (Vol. 1) 327                                            | 2005, 1989; 1980             | 2. ledna 2019      |
| 54    | JLA: Nový světový řád                                                | JLA: New World Order                                | JLA 1-4, JLA Secret Files and Origins 1; Justice League of America (Vol. 1) 42                                                                       | 1997; 1966                   | 16. ledna 2019     |
| 55    | Noví Mladí Titáni: Smlouva s Jidášem                                 | New Teen Titans: The Judas Contract                 | The New Teen Titans (Vol. 1) 39-40, Tales of the Teen Titans 41-44 a Annual 3; The Brave and the Bold (Vol. 1) 54                                    | 1984; 1963                   | 30. ledna 2019     |
| 56    | Liga spravedlnosti: Volání po spravedlnosti                          | Justice League: Cry for Justice                     | Justice League: Cry for Justice 1-7; Action Comics (Vol. 1) 248                                                                                      | 2009-2010; 1959              | 13. února 2019     |
| 57    | Batman: Pod maskou                                                   | Batman: Under the Hood                              | Batman (Vol. 1) 635-641; Detective Comics (Vol. 1) 168                                                                                               | 2005; 1951                   | 27. února 2019     |
| 58    | Green Lantern / Green Arrow: Krušné cesty hrdinství                  | Green Lantern/Green Arrow: Hard-Traveling Heroes    | Green Lantern/Green Arrow 76-81; All American Comics 16                                                                                              | 1970; 1940                   | 13. března 2019    |
| 59    | Bažináč, kniha první                                                 | Swamp Thing, Part 1                                 | Swamp Thing (Vol. 2) 21-27; House of Secrets (Vol. 1) 92                                                                                             | 1984; 1971                   | 27. března 2019    |
| 60    | JSA: Zlatý věk                                                       | The Golden Age                                      | Golden Age 1-4; Justice League of America (Vol. 1) 22                                                                                                | 1993-1994; 1963              | 10. dubna 2019     |
| 61    | Mezinárodní Liga spravedlnosti, kniha první                          | Justice League International, Part 1                | Justice League (Vol. 1) 1-6, Justice League International (Vol. 1) 7; Captain Atom (Vol. 0) 83                                                       | 1987; 1966                   | 24. dubna 2019     |
| 62    | Bažináč, kniha druhá                                                 | Swamp Thing, Part 2                                 | Swamp Thing (Vol. 2) 28-34 Annual 2, Swamp Thing (Vol. 1) 1                                                                                          | 1984-1985; 1972              | 8. května 2019     |
| 63    | Green Lantern: Hledaný: Hal Jordan                                   | Green Lantern: Wanted Hal Jordan                    | Green Lantern (Vol. 4) 14-20, Green Lantern (Vol. 2) 16                                                                                              | 2006-2007; 1962              | 22. května 2019    |
| 64    | Superman a Legie superhrdinů                                         | Superman and the Legion of Super-Heroes             | Action Comics (Vol. 1) 858-863, Adventure Comics (Vol. 1) #247                                                                                       | 2007-2008; 1958              | 5. června 2019     |
| 65    | Mladí Titáni: Budoucnost je teď                                      | Teen Titans: The Future is Now                      | Teen Titans (Vol. 3) 16-19 a 21-23; The Brave and the Bold (Vol. 1) 60                                                                               | 2004-2005; 1965              | 19. června 2019    |
| 66    | Batman: Dynastie Temného rytíře                                      | Batman: Dark Knight Dynasty                         | Batman: Dark Knight Dynasty, The Flash (Vol. 1) 137                                                                                                  | 1997; 1963                   | 3. července 2019   |
| 67    | Flash: Zkrotit bouři                                                 | The Flash: Lightning in the Bottle                  | The Flash: The Fastest Man Alive 1-6; Impulse 1 | 2006; 1995                   | 17. července 2019  |
| 68    | Mezinárodní Liga spravedlnosti, kniha druhá                          | Justice League International, Part 2                | Justice League International (Vol. 1) 8-12; Mister Miracle (Vol. 1) 1                                                                                | 1987-1988; 1971              | 31. července 2019  |
| 69    | Superman: Krize karmínového kryptonitu                               | Superman: Krisis of the Krimson Kryptonite          | Superman (Vol. 2) 49-50, Adventures of Superman 472-423, Action Comics (Vol. 1) 659-660, Starman (Vol. 2) 28; Superman (Vol. 1) 61                   | 1990; 1949                   | 14. srpna 2019     |
| 70    | Hawkman: Nekonečný let                                               | Hawkman: Endless Flight                             | Hawkman (Vol 4) 1-6, Hawkman Secret Files and Origins; Flash Comics 1                                                                                | 2002; 1940                   | 28. srpna 2019     |
| 71    | Superman/Batman: Trýzeň                                              | Superman/Batman: Torment                            | Superman/Batman 37-42; Forever People (Vol. 1) 1 | 2007; 1971                   | 11. září 2019      |
| 72    | Flashpoint                                                           | Flashpoint                                          | Flashpoint (Vol. 2) 1-5; The Flash (Vol. 1) 139 | 2011; 1963                   | 25. září 2019      |
| 73    | Batman/Huntress: Volání po krvi                                      | Batman/Huntress: Cry for Blood                      | Batman/Huntress: Cry for Blood 1-6; DC Super Stars 17                                                                                                | 2000; 1977                   | 9. října 2019      |
| 74    | JLA: Vyšší moc                                                       | JLA: Act of God                                     | JLA: Act of God 1-3; The Brave and the Bold (Vol. 1) 30                                                                                              | 2000; 1960                   | 23. října 2019     |
| 75    | Superman: Co se stalo s mužem zítřka?                                | Superman: Whatever Happened to the Man of Tomorrow? | Superman (Vol. 1) 423 a Annual 11, Action Comics (Vol. 1) 583, DC Comics Presents 85; Superman (Vol. 1) 30                                           | 1985-1986; 1944              | 6. listopadu 2019  |
| 76    | JLA/JSA: Ctnost a neřest                                             | JLA/JSA: Virtue and Vice                            | JLA/JSA: Virtue and Vice; Justice League of America (Vol. 1) 21, More Fun Comics 55                                                                  | 2003; 1963, 1940             | 20. listopadu 2019 |
| 77    | Batman: Černá rukavice                                               | Batman: The Black Glove                             | Batman (Vol. 1) 667-669, 672-675; Detective Comics (Vol. 1) 110                                                                                      | 2007-2008; 1946              | 4. prosince 2019   |
| 78    | Superman/Batman: Nejlepší na světě                                   | Superman/Batman: World's Finest                     | Legends of the World’s Finest 1-3; World’s Finest (Vol. 2) 88                                                                                        | 1994; 1957                   | 18. prosince 2019  |
| 79    | Green Lantern: Pomsta Green Lanternů                                 | Green Lantern: Revenge of the Green Lanterns        | Green Lantern (Vol. 4) 7-13; DC Comics Presents 27                                                                                                   | 2006; 1980                   | 2. ledna 2020      |
| 80    | Superman/Shazam: První zahřmění                                      | Superman/Shazam: First Thunder                      | Superman/Shazam: First Thunder 1-4, Superman (Vol. 1) 276                                                                                            | 2005; 1974                   | 15. ledna 2020     |
| 81    | Superman/Batman: Generace                                            | Superman & Batman: Generations                      | Superman & Batman Generations (vol. 1) 1-4; World’s Finest (vol. 1) 94                                                                               | 1999; 1958                   | 29. ledna 2020     |
| 82    | Noví Bohové, kniha první                                             | The New Gods Part 1                                 | New Gods (vol. 1) 1-6; Tales of the Unexpected 16 | 1971; 1957                   | 12. února 2020     |
| 83    | Noví Bohové, kniha druhá                                             | The New Gods Part 2                                 | New Gods (vol. 1) 7-11, Detective Comics (vol. 1) 64                                                                                                 | 1971; 1942                   | 26. února 2020     |
| 84    | Noví Mladí Titáni: Zrození Titánů                                    | New Teen Titans: Birth of the Titans                | DC Comics Presents 26, New Teen Titans; 1-6, Doom Patrol (vol. 1) 99                                                                                 | 1980; 1964                   | 11. března 2020    |
| 85    | Superman: Panika na obloze                                           | Superman: Panic in the Sky                          | Action Comics (vol. 1) 674-675, Superman: The Man of Steel 9-10, Superman (vol. 2) 65-66, Adventures of Superman 488-489; Action Comics (vol. 1) 544 | 1992; 1983                   | 25. března 2020    |
| 86    | Legie Super hrdinů: Sága velké temnoty                               | Legion of Super-Heroes: The Great Darkness Saga     | Legion of Super-Heroes (vol. 1)290-294; Adventure Comics 300                                                                                         | 1982; 1962                   | 22. dubna 2020     |
| 87    | JSA: Budiž spravedlnost                                              | JSA: Justice Be Done                                | JSA 1-4; More Fun Comics 55 | 1999; 1940                   | 6. května 2020     |
| 88    | Království tvé, kniha první                                          | Kingdom Come Part 1                                 | Kingdom Come 1-2; More Fun Comics 52 | 1996; 1940                   | 27. května 2020    |
| 89    | Království tvé, kniha druhá                                          | Kingdom Come Part 2                                 | Kingdom Come 3-4; All-Star Comics 3 | 1996; 1941                   | 10. června 2020    |
| 90    | Batman: Odysea, kniha první                                          | Batman Odyssey Part 1                               | Batman: Odyssey (vol. 1) 1-6; Detective Comics (vol. 1) 32                                                                                           | 2010; 1939                   | 24. června 2020    |
| 91    | Batman: Odysea, kniha druhá                                          | Batman Odyssey Part 2                               | Batman: Odyssey (vol. 2) 1-7; Batman (vol. 1) 35 | 2011; 1946                   | 8. července 2020   |
| 92    | Legendy                                                              | Legends                                             | Legends 1-6; Firestorm (vol. 1) 1 | 1986-1987; 1978              | 22. července 2020  |
| 93    | Flash: Smrtící rychlost                                              | The Flash: Terminal Velocity                        | The Flash (vol. 2) 95-100; The Flash (vol. 1) 125 | 1994-1995; 1961              | 5. srpna 2020      |
| 94    | Mladí Titání: Návrat Donny Troyové                                   | Teen Titans: The Return of Donna Troy               | DC Special: The Return of Donna Troy 1-4; Teen Titans 1                                                                                              | 2005; 1966                   | 19. srpna 2020     |
| 95    | Batman a Outsideři                                                   | Batman & The Outsiders                              | Batman and the Outsiders (vol .1) 1-4; The Brave and the Bold (vol .1) 200                                                                           | 1983; 1983                   | 2. září 2020       |
| 96    | Liga spravedlnosti: Vzestup a pád                                    | Justice League: Rise & Fall                         | Justice League: Rise and Fall Special 1, Green Arow 31-32, Justice League: The Rise of Arsenal 1-4; More Fun Comics 89                               | 2012; 1943                   | 16. září 2020      |
| 97    | Páni času: Na konci času                                             | Time Masters: Vanishing Point                       | Time Masters: Vanishing Point 1-6; Time Masters 1 | 2010; 1990                   | 30. září 2020      |
| 98    | Mladí Titáni: Dětská hra                                             | Teen Titans: A Kid's Game                           | Teen Titans (vol. 3) 1-7; The Flash (vol. 1) 110 | 2003-2004; 1960              | 14. října 2020     |
| 99    | Wonder Woman: Amazonky útočí!, kniha první                           | Wonder Woman: Amazons Attack! Part 1                | Wonder Woman (vol. 3) 6-10, Amazons Attack! 1-2; Wonder Woman (vol. 1) 183                                                                           | 2007; 1969                   | 27. října 2020     |
| 100   | Wonder Woman: Amazonky útočí!, kniha druhá                           | Wonder Woman: Amazons Attack! Part 2                | Wonder Woman (vol. 3) 11-12, Amazons Attack! 3-6; Wonder Woman (vol. 1) 184                                                                          | 2007; 1969                   | 11. listopadu 2020 |

## Seznam speciálních knih
Níže uvedené knihy mají větší obsah a vycházejí mimo klasickou sérii. Jejich cena je stanovena na 790 Kč.
| Číslo | Český název             | Originální název          | Obsah                           | Původní vydání | Datum vydání     |
| ----- | ----------------------- | ------------------------- | ------------------------------- | -------------- | ---------------- |
| 1     | Krize na nekonečnu Zemí | Crisis on Infinite Earths | Crisis on Infinite Earths #1-12 | 1985-1986      | 3. července 2017 |

## Seznam v ČR nevydaných knih
V tabulce níže se nachází seznam knih, které vyšly v různých mezinárodních mutacích, ale v ČR dosud nebyly vydány, ani jejich vydání nebylo potvrzeno. Seznam nemusí být kompletní, jelikož informace o některých mutacích nemusí být kompletní.
| Český název (neoficiální)                                    | Originální název                                        | Obsah |
| ------------------------------------------------------------ | ------------------------------------------------------- | --- |
| Lobo: Nespoutaný                                             | Lobo Unbound                                            | Lobo Unbound 1-6; Omega Men 3 |
| Green Arrow: Lovci s dlouhými luky                           | Gren Arrow: Longbow Hunters                             | Gren Arrow: Longbow Hunters 1-3; Adventure Comics 256                                                                                           |
| Animal Man                                                   | Animal Man                                              | Animal Man 1-5; Strange Adventures 180 |
| JLA: Děsivá monstra                                          | JLA: Scary Monsters                                     | JLA: Scary Monsters 1-6; All-Star Squadron 25                                                                                                   |
| Batman: Psanci                                               | Batman: Outlaws                                         | Batman: Outlaws 1-3; Batman 360 |
| JLA: Meče času                                               | JLA: Gatekeeper                                         | JLA: Gatekeeper 1-3; Green Lantern Annual 9 |
| Green Lantern Corps: Být Lanternem                           | Green Lantern Corps: To Be a Lantern                    | Green Lantern Corps 1-6; Green Lantern Corps 201                                                                                                |
| Batman: Napnutý                                              | Batman: Tenses                                          | Batman: Tenses 1-2; Green Lantern: Mosaic 1 |
| Supergirl: Síla                                              | Supergirl: Power                                        | Supergirl 0-5; Action Comics 286 |
| Batman a šílený mnich                                        | Batman and the Mad Monk                                 | Batman and the Mad Monk 1-6; Detective Comics 31                                                                                                |
| Flash: Na plný výkon                                         | The Flash: Full Throttle                                | The Flash: The Fastest Man Alive 7-13; The Flash 128                                                                                            |
| Catwoman: Tenkrát v Římě                                     | Catwoman: When in Rome                                  | Catwoman: When in Rome 1-6; Batman: Legends of the Dark Knight Halloween Special 1                                                              |
| The Brave and the Bold: Kniha osudu                          | The Brave and the Bold: The Book of Destiny             | The Brave and the Bold 7-12; My Greatest Adventure 80                                                                                           |
| Batman: Druhá šance, kniha první                             | Batman: Second Chances Part 1                           | Batman 402-403, 408-411; Batman 368 |
| Batman: Druhá šance, kniha druhá                             | Batman: Second Chances Part 2                           | Batman 412-416 a Annual 11; Star Spangled Comics 65                                                                                             |
| Booster Gold: Modrá a zlatá                                  | Booster Gold: Blue and Gold                             | Booster Gold 0, 7-10, 1 000 000; Booster Gold 1                                                                                                 |
| Superman/Supergirl: Maelström                                | Superman/Supergirl: Maelström                           | Superman/Supergirl: Maelström 1-5; Mister Miracle 6                                                                                             |
| Flash: Rychlý prachy                                         | The Flash: Fast Money                                   | The Flash 238-243; The Flash 106 |
| Největší super hrdinové světa, kniha první                   | The World's Greatest Super-Heroes Part 1                | Superman: Peace on Earth, Batman: War on Crime, Shazam!: Power of Hope; Shazam! 1                                                               |
| Největší super hrdinové světa, kniha druhá                   | The World's Greatest Super-Heroes Part 2                | Wonder Woman: Spirit of Truth, JLA: Secret Origins, JLA: Liberty and Justice; Christmas with the Super-Heroes 2                                 |
| Green Arrow/Black Canary: Svatební album                     | Green Arrow/Black Canary: The Wedding Album             | Green arrow 75; Black Canary 1-4, Black Canary: Wedding Planer, Green Arrow & Black Canary Wedding Special; Justice League of America 75        |
| Wonder Woman: Vzestup Olympanů                               | Wonder Woman: Rise of the Olympian                      | Wonder Woman 26-33; WONDER WOMAN 105 |
| Dříve známí jako Liga spravedlnosti                          | Formerly known as the Justice League                    | Formerly known as the Justice League 1-6; DC Comics Presents 46                                                                                 |
| Batman: Jekyll & Hyde                                        | Batman: Jekyll & Hyde                                   | Batman: Jekyll & Hyde 1-6; Batman 81 |
| Superman: Superman vs. Lobo                                  | Superman: Superman vs. Lobo                             | Adventures of Superman 464, Superman: Man of Steel 30, Superman Adventures Special #1, DC First: Superman/Lobo; Justice League International 19 |
| JLA 2000                                                     | JLA 2000                                                | DC 2000 1-2; The Flash 143 |
| Poslední krize: Legie tří světů                              | Final Crisis: Legion of 3 Worlds                        | Final Crisis: Legion of 3 Worlds 1-5; Legion of Super Heroes 0                                                                                  |
| Supergirl: Způsoby světa                                     | Supergirl: Way of the World                             | Supergirl 28-33; Resurrection Man 1 |
| JLA: Omega                                                   | JLA: Omega                                              | Justice League of America 49-53; Justice League of America 87                                                                                   |
| Batwoman: Elegie                                             | Batwoman: Elegy                                         | Detective Comics 894-890; Detective Comics 485                                                                                                  |
| Superman/Batman: Pomsta                                      | Superman/Batman: With a Vengeace!                       | Superman/Batman 20-25; Superman's Pal Jimmy Olsen 134                                                                                           |
| Wonder Woman: Konec světa                                    | Wonder Woman: Ends of the Earth                         | Wonder Woman 20-25; Sensation Comics 2 |
| Superboy: Chlapec z oceli                                    | Superboy: The Boy of Steel                              | Adventure Comics 1-6; Superboy and the Legion of Super Heroes 222                                                                               |
| Supergirl: Smrt a rodina                                     | Supergirl: Death and the Family                         | Supergirl 48-50 a Annual 1; Action Comics 595                                                                                                   |
| Batman a monstra                                             | Batman and the Monster Men                              | Batman and the Monster Men 1-6; Batman 1 |
| Wonder Woman: Kdo je Wonder Woman?                           | Wonder Woman: Who Is Wonder Woman                       | Wonder Woman 1-5; Wonder Woman Anual 1 |
| Superman/Batman: Nepřátelé mezi námi                         | Superman/Batman: Enemies among Us                       | Superman/Batman 28–33; Superman 127 |
| Batman: Milenci a šílenci                                    | Batman: Lovers & Madmen                                 | Batman Confidential 7-12; Batman 251 |
| Green Arrow: Měsíce lovce                                    | Green Arrow: Hunter's Moon                              | Green Arrow 1-6; Action Comics 428 |
| Nightwing: Velký skok                                        | Nightwing: The Giant Leap                               | Nightwing 147-153; Superman 158 |
| Wonder Woman: Odysea, kniha první                            | Wonder Woman: Odyssey Part 1                            | Wonder Woman 600-606; All Star Comics 8 |
| Wonder Woman: Odysea, kniha druhá                            | Wonder Woman: Odyssey Part 2                            | Wonder Woman 607-614; Sensation Comics 6 |
| Superman: Už žádný kryptonit                                 | Superman: Kryptonite Nevermore                          | Superman 233-238, Action Comics 261 |
| Batman a Outsiders: Kukla                                    | Batman and the Outsiders: The Chrysalis                 | Batman and the Outsiders 1-5; Detective Comics 402                                                                                              |
| JSA: Černá vláda                                             | JSA: Black Reign                                        | JSA 56-58, Hawkman 23-25; The Marvel Family 1                                                                                                   |
| Superman: Temný rytíř nad Metropolis                         | Superman: Dark Knight Over Metropolis                   | Action Comics 653-654 a Annual 1, Adventures of Superman 466-467, Superman 44; Adventure Comics 293                                             |
| Catwoman: Pod tlakem, kniha první                            | Catwoman: Under Pressure Part 1                         | Catwoman 25-30; Detective Comics 58 |
| Catwoman: Pod tlakem, kniha druhá                            | Catwoman: Under Pressure Part 2                         | Catwoman 31 - 37; Superman's Girl Friend, Lois Lane 70                                                                                          |
| Nightwing: Rok jedna                                         | Nightwing: Year One                                     | Nightwing 101-106; Batman 131 |
| Superman: Pád                                                | Superman: Godfall                                       | Action comics 812-813, Adventures of superman 625-626 a Superman 202-203; Superman 141                                                          |
| Green Lantern: Smaragdový soumrak/Nový úsvit                 | Green Lantern: Emerald Twilight/New Dawn                | Green Lantern (vol. 3) 48-54; DC Comics Presents (vol. 1) 27                                                                                    |
| Liga spravedlnosti: Zrození                                  | Justice League: Origin                                  | Justice League (vol. 2) 1-6 |
| Batman: Návrat Temného rytíře                                | Batman: The Dark Knight Returns                         | The Dark Knight Returns 1-4 |
| Batman: Soví tribunál                                        | Batman: The Court of Owls                               | Batman (vol. 2) 1-7 |
| Batman: Soví město                                           | Batman: Tje City of Owls                                | Batman (vol. 2) 8-12 a Annual 1 |
| Superman - Action Comics: Superman a lidé z oceli            | Superman - Action Comics: Superman and the Men of Steel | Action Comics (vol. 2) 1-4 a 7-8 |
| Flash: Vpřed                                                 | The Flash: Move Forward                                 | The Flash (vol. 4) 1-7 |
| Batman: Kameňák                                              | Batman: Killing Joke                                    | Batman: Killing Joke a Joker OGN |
| Green Arrow: Stroj na zabíjení                               | Green Arrow: The Kill Machine                           | Green Arrow (vol. 5) 17-24 a 23.1 |
| Batman: Rok jedna                                            | Batman: Year One                                        | Batman (vol. 1) 404-407 a Batman: The Man Who Laughs                                                                                            |
| Superman: Rudá hvězda                                        | Superman: Red Son                                       | Superman: Red Son 1-3 |
| Green Arrow: Válka s cizinci                                 | Green Arrow: The Outsiders War                          | Green Arrow (vol. 5) 26-34 |
| Batman: Temné vítězství, kniha první                         | Batman: Dark Victory Part 1                             | Batman: Dark Victory 0-6 |
| Batman: Temné vítězství, kniha druhá                         | Batman: Dark Victory Part                               | Batman: Dark Victory 7-13 |
| Penguin: Bolest a předsudek                                  | Penguin: Pain and Prejudice                             | Penguin: Pain and Prejudice 1-5 a Joker's Asylum: Penguin                                                                                       |
| Liga spravedlnosti: Zrození zla                              | Justice League: The Villain's Journey                   | Justice League (vol. 2) 7-12 |
| Shazam!: Zrození                                             | Shazam!: Origin                                         | Justice League (vol. 2) 0, 7-11, 14-16, 18-21                                                                                                   |
| Superman/Wonder Woman: Super dvojka                          | Superman/Wonder Woman: Power Couple                     | Superman/Wonder Woman 1-7 |
| Batman: Smrt rodiny                                          | Batman: Death of the Family                             | Batman (vol. 2) 13-17 |
| Nightwing: Pasti a trapézy                                   | Nightwing: Traps and Trapezes                           | Nightwing" (vol. 3) 1-7 |
| Flash: Revoluce ranařů                                       | The Flash: Rogues Revolution                            | The Flash (vol. 4) 9-12, 0 a Annual 1 |
| Batman: Arkham, Peklo na Zemi                                | Batman: Arkham Asylum: Living Hell                      | Arkham Asylum: Living Hell 1-6 |
| Flash: Gorilí války                                          | The Flash: Gorilla Warfare                              | The Flash (vol. 4) 13-19 |
| Liga spravedlnosti: Trůn Atlantidy                           | Justice League: Throne of Atlantis                      | Justice League (vol. 2) 13-17 a Aquaman (vol. 7) 14-16                                                                                          |
| Lobo: Balada o Lobovi                                        | Lobo: Portrait of Bastich                               | Lobo (vol. 1) 1-4 a Lobo's Back 1-4 |
| Nightwing: Noc sov                                           | Nightwing: Night of the Owls                            | Nightwing (vol. 3) 8-12 a 0 |
| Batman: Baneova pomsta                                       | Batman: Vengeance of Bane                               | Batman: Vngeance of Bane 1, Bane of the Demon 1-4 a Countdown to Final Crisis 7                                                                 |
| Aquaman: Hlubina                                             | Aquaman: The Trench                                     | Aquaman (vol. 7) 1-6 |
| Země 2: Shromáždění                                          | Earth 2: The Gathering                                  | Earth 2 0-6 a DC Universe Presents 0 |
| Země 2: Věž osudu                                            | Earth 2: The Tower fa Fate                              | Earth 2 7-12 a Annual 1 |
| Batman: Zlomené město                                        | Batman: Broken City                                     | Batman (vol. 1) 620-625 |
| Harley Quinn: Šílená odměna                                  | Harley Quinn: Hot in the City                           | Harley Quinn (vol. 2) 0-8 |
| Císař Joker, kniha první                                     | Emperor Joker Part 1                                    | Superman 160, Adventures of Superman 582, Superman: The Man of Steel 104, Action Comics 769 a Superman: Emperor Joker 1                         |
| Císař Joker, kniha druhá                                     | Emperor Joker Part 2                                    | Superman 161, Adventures of Superman 583, The Man of Steel 105 a Action Comics 770                                                              |
| Flash: Reverzní                                              | The Flash: Reverse                                      | The Flash 20-25 a The Flash 23.2: Reverse Flash                                                                                                 |
| Sebevražedný oddíl: Kopanec do zubů                          | Suicide Squad: Kicked in the Teeth                      | Suicide Squad 1-7 |
| Batman: Kult                                                 | Batman: The Cult                                        | Batman: The Cult 1-4 |
| Americká Liga spravedlnosti: Nejnebezpečnější hrdinové světa | Justice League of America: World's Most Dangerous       | Justice League of America 1-5 |
| Wonder Woman: Země jedna                                     | Wonder Woman: Earth One                                 | Wonder Woman: Earth One |
| Green Arrow: Noční ptáci                                     | Green Arrow: The Nightbirds                             | Green Arrow 41-47 a Convergence: Speed Force 2                                                                                                  |
| Země 2: Válečný pokřik                                       | Earth 2: Battle Cry                                     | Earth 2 13-20 |
| Deathstroke: Odkaz                                           | Deathstroke: Legacy                                     | Deathstroke 1-8 |
| Země 2: Kryptoňan                                            | Earth 2: The Kryptonian                                 | Earth 2 21-26 a Annual 2 |
| Catwoman: Hra                                                | Catwoman: The Game                                      | Catwoman 1-6 |
| Deadshot: Začátky                                            | Deadshot: Beginnings                                    | Deadshot 1-4, Batman: Legends of the Dark Knight 214 a Secret Six 15                                                                            |
| Aquaman: Ti druzí                                            | Aquaman: The Others                                     | Aquaman 7-13 a 0 |
| Liga spravedlnosti: Válka velké trojky, kniha první          | Justice League: Trinity War Part 1                      | Justice League 18-20 a 22, Trinity of Sin: Pandora 1 a Justice League of America 16                                                             |
| Liga spravedlnosti: Válka velké trojky, kniha druhá          | Justice League: Trinity War Part 2                      | Justice League Dark 22 a 23, Trinity of Sin: Phantom Stranger 1, Justice League of America 7 a Justice League 23                                |
| Harley Quinn: Výpadek                                        | Harley Quinn: Power Outage                              | Harley Quinn 9-13 a Annual 1 a Harley Quinn: Futures End                                                                                        |
| Sebevražedný oddíl: Vzestup Baziliška                        | Suicide Squad: Basilisk Rising                          | Suicide Squad 8-13 |
| Batman: Země jedna                                           | Batman: Earth One                                       | Batman: Earth One |
| Nightwing: Smrt rodiny                                       | Nightwing: Death of the Family                          | Nightwing 13-18 a Batman 17 |
| Green Arrow: Záchvat                                         | Green Arrow: Outbreak                                   | Green Arrow 48-52 a Annual |
| Secret Six: Šest stupňů devastace                            | Secret Six: Six Degrees of Devastation                  | Secret Six 1-6 |
| Aquaman: Smrt krále                                          | Aquaman: Death of a King                                | Aquaman 17-19 + 21-25 + 23.2 |
| Harley Quinn. Láska na první ránu                            | Harley Quinn: Kiss Kiss Bang Stab                       | Harley Quinn 14-16 + Harley Quinn: Valentine's Day Special + Harley Quinn: Holiday Special                                                      |
| Navždy zlí, kniha první                                      | Forever Evil Part 1                                     | Forever Evil 1-4 + Justice League 23.4 + 24-25 + Justice League of America 7.4                                                                  |
| Navždy zlí, kniha druhá                                      | Forever Evil Part 2                                     | Forever Evil 5-7 + Justice League 26-29 |
| Nightwing: Druhé město                                       | Nightwing: Second City                                  | Nightwing 19-24 |
| Superman nespoutaný, kniha první                             | Superman Unchained Part 1                               | Superman Unchained 1-5 |
| Superman nespoutaný, kniha druhá                             | Superman Unchained Part 2                               | Superman Unchained 6-9 |
| Sebevražedný oddíl: Smrt je jen pro pitomce                  | Suicide Squad: Death is for Suckers                     | Suicide Squad 14-19 + 0 |
| Superman/Batman: Absolutní moc                               | Superman/Batman: Absolutní moc                          | Superman/Batman 14-19 |
| Aquaman: Moře bouří                                          | Aquaman: Sea of Storms                                  | Aquaman 26-31 a Annual 2 + Swamp Thing 32 |
| Secret Six: Mimo                                             | Secret Six: Unhinged                                    | Secret Six 1-7 |
| Batman: Země jedna kniha druhá                               | Batman: Earth One, Part 2                               | Batman: Earth One vol 2 |
| Harley Quinn: Volání do zbraně                               | Harley Quinn: A Call to Arms                            | Convergence: Plastic Man and the Freedom Fighters 2, Harley Quinn 17-21, Harley Quinn: Road Trip Special                                        |
| Aquaman: Maelström                                           | Aquaman: Maelström                                      | Aquaman 32-40 |
| Liga spravedlnosti: Liga (ne)spravedlnosti                   | Justice League: (In)Justice League                      | Justice League 30-34 |
| Nightwing: Poslední skok                                     | Nightwing: Setting Son                                  | Nighwing 25-29 a Annual 1 |
| Superman: Co leží vespod?                                    | Superman: What Lies Beneath?                            | Action Comics 25-30, Secret Origins 1 |
| Wonder Woman: Krev                                           | Wonder Woman: Blood                                     | Wonder Woman 1-6 |
| Liga spravedlnosti: Virus Amazo                              | Justice League: Amazo Virus                             | Justice League 35-39, Justice League of America 14                                                                                              |
| Flash: Lekce dějin                                           | The Flash: History Lessons                              | Flash 26-29, Annual 2 |
| Power Girl: Nový začátek                                     | Power Girl: A New Beginning                             | Power Girl 1-6, Wonder Woman 600 |
| Superman: Pod kůží                                           | Superman: Under the Skin                                | Action Comics 35-40, Action Comics: Futures End                                                                                                 |
| O.M.A.C.: O.M.A.C.tivace                                     | O.M.A.C.: O.M.A.C.tivation                              | O.M.A.C. 1-8 |
| Wonder Woman: Odvaha                                         | Wonder Woman: Guts                                      | Wonder Woman 7-12 |
| Supergirl: Poslední dcera Kryptonu                           | Supergirl: Last Daughter of Krypton                     | Supergirl 1-7 |
| Sebevražedný oddíl: Natlačení ke zdi                         | Suicide Squad: Walled In                                | Justice League of America 7.1, Detective Comics 31.1, Suicide Squad 24-29                                                                       |
| Power Girl: Mimozemšťané a opice                             | Power Girl: Aliens and Apes                             | Power Girl 7-12 |
| Superman: Lois a Clark, kniha první                          | Superman: Lois & Clark, Part 1                          | Convergence: Superman 1-2, Superman: Lois & Clark 1-3                                                                                           |
| Superman: Lois a Clark, kniha druhá                          | Superman: Lois & Clark, Part 2                          | Superman: Lois & Clark 4-8 |
| Wonder Woman: Vůle                                           | Wonder Woman: Iron                                      | Wonder Woman 0, 13-18 |
| Hodina nula: Krize v čase                                    | Zero Hour: Crisis in Time                               | Zero Hour: Crisis in Time 4-0 |
| JLA: Třetí světová válka                                     | JLA: World War III                                      | JLA 36-41 |
| Flash: Říše divů                                             | The Flash: Wonderland                                   | The Flash 164-169 |
| Bažináč: Vzkříšení z kostí                                   | Swamp Thing: Raise Them Bones                           | Swamp Thing 1-7 |
| Liga spravedlnosti: Válka s Darkseidem, kniha první          | Justice League: Darkseid War Part 1                     | Justice League 40-44, FCBD 2015: Divergence |
| Liga spravedlnosti: Válka s Darkseidem, kniha druhá          | Justice League: Darkseid War Part 2                     | Justice League 45-50, Justice League: Darkseid War Special                                                                                      |
| Wonder Woman: Válka                                          | Wonder Woman: War                                       | Wonder Woman 19-23, 23.2 First Born |
|                                                              |                                                         | |

### Nevydané speciály
| Český název (neoficiální)                            | Originální název                                    | Obsah |
| ---------------------------------------------------- | --------------------------------------------------- | --- |
| Krize Nekonečna                                      | Infinite Crisis                                     | Infinite Crisis 1-7, Infinite Crisis Secret Files and Origins 2006, Superman 226, Action Comics #36 a Adventures of Superman 649 |
| Poslední krize                                       | Final Crisis                                        | Final Crisis 1-7, Final Crisis: Superman Beyond 1-2, Final Crisis: Submit 1, Final Crisis: Secret Files and Origins, Final Crisis: Requiem |
| Odkaz vesmíru DC                                     | DC Universe Legacies                                | Legacies 1-10 |
| Krize identity                                       | Identity Crisis                                     | Identity Crisis 1-7, The Flash 214-217 |
| Jeden milion, kniha první                            | One Million Part 1                                  | One Million 1-3, Man of Steel: One Million, Superman: One Million, Batman: Shadow of the bat: One Million, Nightwing: One Million, Detective Comics: One Million, Starman: One Million, JLA: One Million, Batman: One Million, Catwoman: One Million                               |
| Jeden milion, kniha druhá                            | One Million Part 2                                  | One Million 4, Robin: One Million, Wonder Woman: One Million, Shazam: One Million, Flash: One Million, Aquaman: One Million, Action Comics: One Million, Adventures of Superman: One Million, Man of Tomorrow: One Million, Ressurrection Man: One Million                         |
| Nejjasnější den, kniha první                         | Brightest Day Part                                  | Brightest Day 0-12 |
| Nejjasnější den, kniha druhá                         | Brightest Day Part 2                                | Brightest Day 13-24, (Brightest Day - Aftermath: The Search for Swamp Thing 1-3) |
| Invaze!                                              | Invasion!                                           | Invasion 1-3, Wonder Woman 25, Superman 26, Doom Patrol 17, Power of the Atom 7, Justice League International 22, Detective Comics 595 |
| Batman: Gotham po půlnoci                            | Batman: Gotham after Midnight                       | Batman: Gotham After Midnight #1-12 |
| Superman: Země jedna                                 | Superman: Earth One                                 | Superman: Earth One Vol. 1-3 |
| Země jedna: Wonder Woman, Green Lantern, Teen Titans | Earth One: Wonder Woman, Green Lantern, Teen Titans | Wonder Woman: Earth One Vol. 1, Green Lantern: Earth One Vol. 1, Teen Titans: Earth One Vol. 1 |
| Sólo, kniha první                                    | Solo Part 1                                         | Solo 1-6 |
| Sólo, kniha druhá                                    | Solo Part 2                                         | Solo 7-12 |
| Superman: Doomsdayova vláda                          | Superman: Reign of Doomsday                         | Steel 1, Outsiders 37, Justice League of America 55, Superman/Batman Annual 5, Superboy 6, Action Comics 900-904 |
| Green Lantern: Válka se Sinestrovými sbory           | Green Lantern: The Sinestro Corps War               | Green Lantern 21-25, Green Lantern Corps 14-19, Green Lantern: Sinestro Corps Special, Tales of the Sinestro Corps: Paralax, Cyborg Superman, Superman Prime a Ion 1 |
| Green Lantern: Předehra k Nejčernější noci           | Green Lantern: Prelude to Blackest Night            | Green Lantern 26-28 & 36-42, Final Crisis: Rage of the Red Lanterns, Green Lantern Corps 29-39 |
| Nejčernější noc                                      | Blackest Night                                      | Green Lantern 43-52, Blackest Night 0-8 |
| Green Lantern: Nejjasnější den                       | Green Lantern: Brightest Day                        | Green Lantern 53-62, Green Lantern Corps 47-57 |
| Válka Green Lanternů                                 | War of the Green Lanterns                           | Green Lantern 63-67, Green Lantern Corps 58-63, Green Lantern: Emerald Warriors 8-13, War of the Green Lanterns: Aftermath 1-2 |
| 52, kniha první                                      | 52 Part 1                                           | 52 1-26 |
| 52, kniha druhá                                      | 52 Part 2                                           | 52 27-52 |
| Království tvé přichází                              | Thy Kingdom Come                                    | Justice Society of America 7–22, Justice Society of America Annual 1, Justice Society of America Kingdom Come Special: Superman, Justice Society of America Kingdom Come Special: Magog, Justice Society of America Kingdom Come Special: The Kingdom                              |
| Gotham Central, kniha první                          | Gotham Central Part 1                               | Gotham Central 1-20 |
| Gotham Central, kniha druhá                          | Gotham Central Part 2                               | Gotham Central 21-40 |
| Batman: Země nikoho, kniha první                     | Batman: No Man's Land Part 1                        | Batman: No Man's Land 1, Batman 563-565, Detective Comics 730-732, Batman: Shadow of the Bat 83-85, Legend of the Dark Knight 116-117, Batman Chronicles 16, Azrael: Agent of the Bat 52                                                                                           |
| Batman: Země nikoho, kniha druhá                     | Batman: No Man's Land Part                          | Batman: Legend of the Dark Knight 118-119, Batman Chronicles 16, Batman: Shadow of the Bat 86-87, Azrael: Agent of the Bat 53-55, Batman 566-567, Detective Comics 733-734, JLA 32, Young Justice: No Man's Land                                                                   |
| Batman: Země nikoho, kniha třetí                     | Batman: No Man's Land Part 3                        | Batman: Legend of the Dark Knight 120, Batman Chronicles 17, Batman: Shadow of the Bat 88, Azrael: Agent of the Bat 56-57, Batman 568, Detective Comics 735, JLA 32, Nightwing 35-37, "Catwoman 72-74                                                                              |
| Batman: Země nikoho, kniha čtvrtá                    | Batman: No Man's Land Part 4                        | Robin 68-70, Batman: Shadow of the Bat 89-90, Batman 569-570, Detective Comics 736-737, Batman: Legends of the Dark Knight 121 a 122, Batman: Harley Quinn, Batman: No Man's Land Secret Files 1 at Azrael: Agent of the Bat 58                                                    |
| Batman: Země nikoho, kniha pátá                      | Batman: No Man's Land Part 5                        | Batman: Legends of the Dark Knight 123-125, Batman: Shadow of the Bat 91-93, Batman 571-572, Detective Comics 738-739, Robin 71-72, Batman Chronicles 18, Catwoman 75, Azrael: Agent of the Bat 59                                                                                 |
| Batman: Země nikoho, kniha šestá                     | Batman: No Man's Land Part 6                        | Batman: No Man's Land 0, Nightwing 38 a 39, Catwoman 76 a 77, Robin 73, Azrael: Agent of the Bat 60 a 61, Batman 573 a 574, Detective Comics 740 a 741, Batman: Legends of the Dark Knight 126, Batman: Shadow of the Bat 94                                                       |
| Liga spravedlnosti: Krize nekonečna, kniha první     | JLA: Infinity Crisis Part 1                         | Countdown to Infinite Criss 1, The OMAC Project 1-6, Superman 219, Action Comics 829, Adventures of Superman 642 a Wonder Woman 219 |
| Liga spravedlnosti: Krize nekonečna, kniha druhá     | JLA: Infinity Crisis Part 2                         | Villains United 1-6, Action Comics 830 a 831, Rann-Thanagar War 1-6 |
| Liga spravedlnosti: Krize nekonečna, kniha třetí     | JLA: Infinity Crisis Part 3                         | Action Comics 826, Adventures of Superman 639, Superman 216, Day of Vengeance 1-6 a JLA 115-119 |
| Liga spravedlnosti: Krize nekonečna, kniha čtvrtá    | JLA: Infinity Crisis Part 4                         | Infinite Crisis 1-4, Day of Vengeance 1, JSA Classified 1-4 a Infinite Crisis Secret File 1 |
| Liga spravedlnosti: Krize nekonečna, kniha pátá      | JLA: Infinity Crisis Part 5                         | Infinite Crisis 5-7, Rann-Thanagar War Special, OMAC Project Special, Villains United Special, Superman 226, Action Comics 836, Adventures of Superman 649 |
| Green Lantern: Žádný strach                          | Green Lantern: No Fear                              | Green Lantern 1-20 |
| Batman Neala Adamse, kniha první                     | Batman by Neal Adams Part 1                         | World's Finest 175-176, The Brave and the Bold (vol. 1) 79-86, Detective Comics (vol. 1) 395, 397, Batman (vol. 1) 219 |
| Batman Neala Adamse, kniha druhá                     | Batman by Neal Adams Part 2                         | Detective Comics (vol. 1) 400, 402, 404, 407-408, 410, The Brave and the Bold (vol. 1) 93, Power Records 27, 30, Batman (vol.1) 232, 234, 237, 243-245, 251, 255 |
| Kosmická odysea/Invaze!                              | Cosmic Odyssey/Invasion!                            | Cosmic Odyssey 1-4, Invasion! 1-3 |
| Legendy/Milénium                                     | Legends/Millenium                                   | Legends 1-6, Millennium 1-8 |
| Flash Marka Waida, kniha první                       | The Flash by Mark Waid Part 1                       | Flash 62-78 a Annual 5; Green Lantern 30-31 Flash 80-Page Giant |
| Flash Marka Waida, kniha druhá                       | The Flash by Mark Waid Part 2                       | Flash 79-91 a Annual 6; Justice League Quarterly 6, 8 a 9 |
| Flash Marka Waida, kniha třetí                       | The Flash by Mark Waid Part 3                       | Flash 92-107, 0 a Annual 8 |
| Válka bohů/Armageddon                                | War of the Gods/Armageddon                          | War of the Gods 1-4, Armageddon 2001 1-2, Justice League America Annual 5, Justice League Europe Annual 2 |
| Hodina nula/Poslední noc                             | Zero Hour/The Final Night                           | Showcase '94 8-9, Zero Hour: Crisis in Time 4-0, The Final Night Preview, The Final Night 1-4, Parallax: Emerald Night, Green Lantern 81 |
| Soudný den/Království                                | Day of Judgment/The Kingdom                         | Day of Judgment 1-5, JLA 35, Gog, The Kingdom 1-2; Son of the Bat, Nightstar, Offspring, Planet Krypton |
| Nespoutané podsvětí/Jeden milion                     | Underworld Unleashed/DC One Million                 | Underworld Unleashed 1-3, DC One Million 1-4, Green Lantern: One Million, Starman: One Million; JLA: One Million, Martian Manhunter: One Million, Resurrection Man: One Million, One Million 80 Page Giant                                                                         |
| Genesis                                              | Genesis                                             | Jack Kirby’s Fourth World 1,8, Genesis 1,4, New Gods Secret Files and Origins 1, New Year’s Evil Darkseid, Jack Kirby’s Fourth World Gallery |
| Checkmate, kniha první                               | Checkmate, Part 1                                   | Checkmate (Vol. 2) #1-16 |
| Checkmate, kniha druhá                               | Checkmate, Part 2                                   | Checkmate (Vol. 2) #17-31 |
| Sedm vítězných vojáků, kniha první                   | Seven Soldiers of Victory Part 1                    | Seven Soldiers of Victory 0, Seven Soldiers of Victory: Shining Knight 1-4, Seven Soldiers of Victory: Manhattan Guardian 1-4, Seven Soldiers of Victory: Zatanna 1-3, Seven Soldiers of Victory: Klarion, The Witch Boy 1-3                                                       |
| Sedm vítězných vojáků, kniha druhá                   | Seven Soldiers of Victory Part 2                    | Seven Soldiers of Victory 1, Seven Soldiers of Victory: Mister Miracle 1-4, Seven Soldiers of Victory: Frankenstein 1-4, Seven Soldiers of Victory: Bulleteer 1-4, Seven Soldiers of Victory: Zattana 4, Seven Soldiers of Victory: Klarion, The Witch Boy 4                       |
| Konvergence                                          | Convergence                                         | Convergence #0-8 |
| Superman: Naše světy ve válce, kniha první           | Superman: Our Worlds at War, Part 1                 | Superman (vol. 2) 171-172, Adventures Of Superman (vol. 1) 593-594, Superman: The Man Of Steel (vol. 1) 115-116, Action Comics (vol. 1) 780-781, Supergirl (vol. 4) 59, JLA: Our Worlds At War (vol. 1) 1                                                                          |
| Superman: Naše světy ve válce, kniha druhá           | Superman: Our Worlds at War, Part 2                 | Wonder Woman (vol. 2) 172-173, Superman (vol. 2) 173, Young Justice (vol. 1) 36, Adventures of Superman (vol. 1) 595, Impulse (vol. 1) 77, Superboy (vol. 4) 91, Superman: The Man of Steel (vol. 1) 117, Action Comics (vol. 1) 782, World's Finest: Our Worlds At War (vol. 1) 1 |
| Gothamské Sirény, kniha první                        | Gotham City Sirens Part 1                           | Gotham City Sirens 1-13 |
| Gothamské Sirény, kniha druhá                        | Gotham City Sirens Part 2                           | Gotham City Sirens 14-26 |
| Wonder Woman: Válka bohů                             | Wonder Woman: War of Gods                           | Wonder Woman: War of the Gods 1-4, Wonder Woman (vol. 2) 58-62 |